# Boletina
Boletina este o localitate din comuna Šentjur, Slovenia, cu o populație de 138 de locuitori.